# Jakob Baumann (Priester)

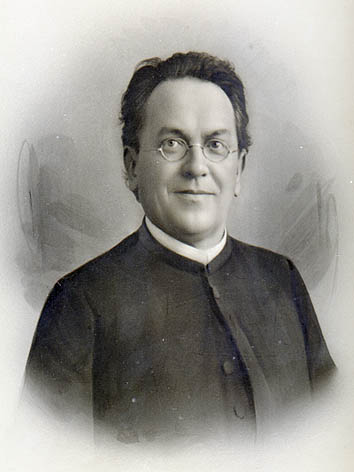
Domvikar Jakob Baumann

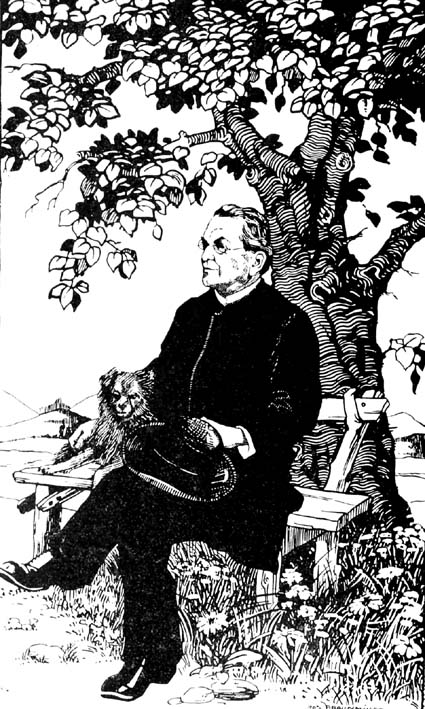
Domvikar Jakob Baumann, Zeichnung von Joseph Braunmiller, um 1910

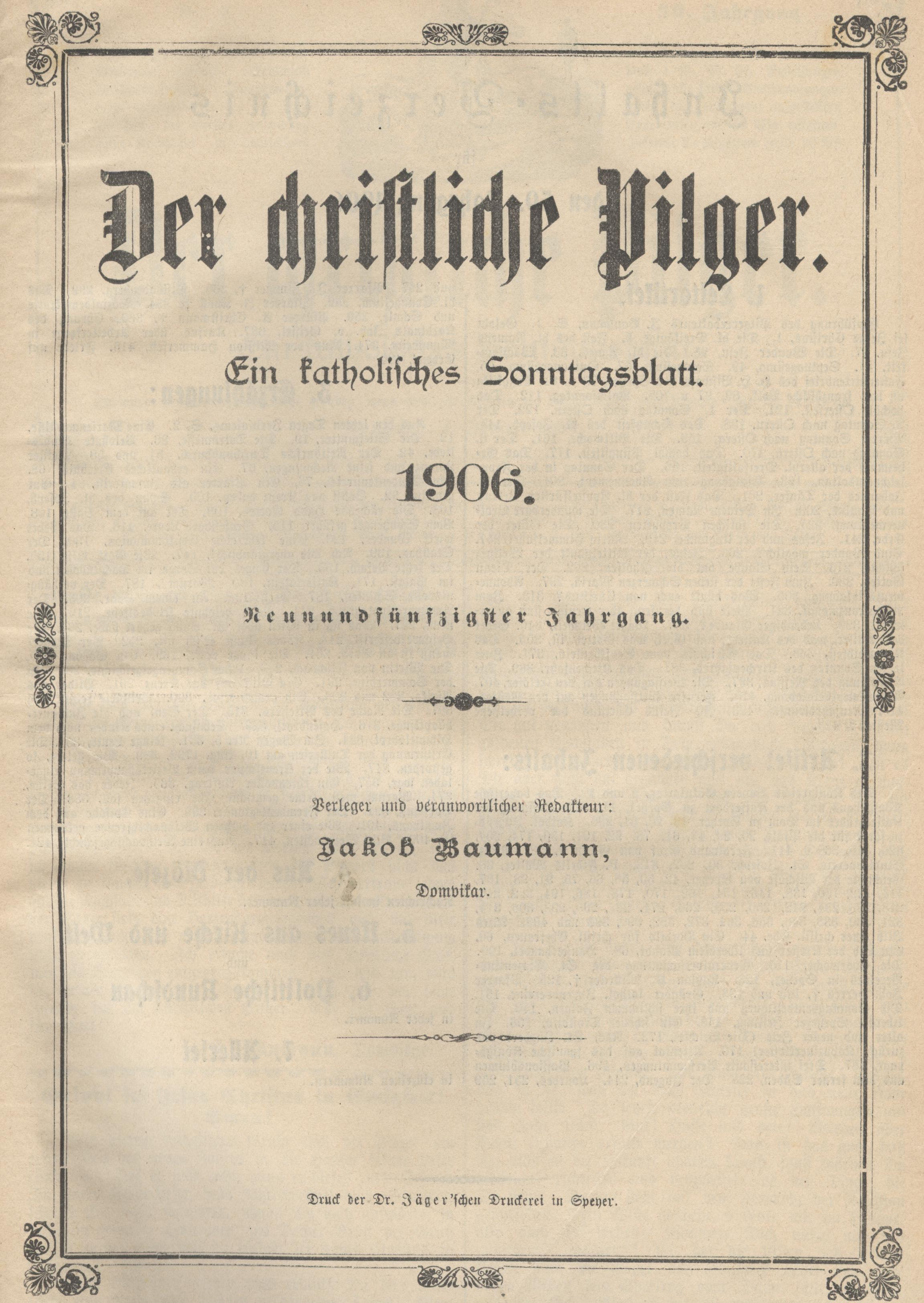
Titelblatt des ersten, von Jakob Baumann redigierten Pilger-Jahrgangs, 1906

Jakob Baumann (* 20. Mai 1862 in Hördt; † 12. Januar 1922 in Speyer) war ein katholischer Priester des Bistums Speyer, Domvikar und Bischofssekretär, Geistlicher Rat, langjähriger Redakteur der Kirchenzeitung Der Pilger sowie Schriftsteller bzw. Poet.

## Leben
Jakob Baumann wurde als Sohn des Mühlenbesitzers und Bürgermeisters Peter Anton Baumann und seiner Frau Maria Magdalena geb. Hörner, in Hördt, Südpfalz geboren. Er besuchte die Lateinschule in Germersheim und das Gymnasium zu Speyer. Dann studierte er in München und Innsbruck Philosophie sowie Theologie. Während seines Studiums wurde er 1883 Mitglied der KDStV Aenania München im CV. Einer seiner Münchner Professoren der ihn stark beeinflusste, war Georg von Hertling, später Deutscher Reichskanzler. Schließlich rückte Baumann 1886 als Einjährig-Freiwilliger beim 17. Infanterie-Regiment „Orff“ in Germersheim ein. Mit der Qualifikation zum Reserveleutnant verließ er 1887 die Bayerische Armee und wurde am 17. März 1888 von Bischof Joseph Georg von Ehrler, im Speyerer Dom zum Priester geweiht. Ab 11. September dieses Jahres wirkte Jakob Baumann als Kaplan in St. Martin, mit Datum vom 2. September 1889 ging er als Kaplan nach Kaiserslautern.
Zum 1. September 1892 erhielt Baumann die Ernennung zum Domkaplan in Speyer, am 25. Juli 1894 zum Domvikar und mit Datum vom 16. August des Jahres berief ihn Bischof Georg von Ehrler zu seinem persönlichen Sekretär. Baumann hatte sich zu dieser Zeit schon einen gewissen Namen als geistlicher Poet gemacht, besonders anlässlich eines Empfanges für den greisen Prinzregenten Luitpold, am 10. Juni 1894 vor dem Speyerer Dom, wozu Baumann ein offizielles Huldigungsgedicht verfasste. Unter dem Pseudonym „Jakob von Terherdi“ (nach der ersten urkundlichen Benennung des Heimatortes Hördt) und „Jakob von der Mühle“ (nach seiner familiären Herkunft) schrieb er seit 1892 religiöse Schriften und Theaterstücke bzw. Reimwerke.
Jakob Baumann begleitete Bischof von Ehrler quasi überallhin, so im Oktober 1903 auch nach Rom. Bischof und Sekretär wurden dabei vom neuen Papst Pius X. sehr freundlich empfangen. Der Pontifex schüttelte Baumann nach seinen eigenen Angaben zweimal die Hand und habe zu ihm gesagt: „Du bist der Sekretär des Bischofs. Die Bischöfe haben ein schweres Amt und der Sekretär muß die rechte Hand des Bischofs sein. Dein Bischof ist im Alter vorgerückt und da ist es umso mehr Deine Pflicht, daß Du ihm treu zur Seite stehst.“ Darauf habe Bischof Ehrler bemerkt: „Er tut seine Pflicht“, worauf der Papst erwiderte: „Das höre ich gerne, da erteile ich Dir von ganzem Herzen meinen vollen Segen.“
Nach Ehrlers Tod ernannte Bischof Konrad von Busch den schriftstellernden Baumann mit Wirkung vom 1. Januar 1906 zum Chefredakteur des Pilgers. In dieser Stellung verblieb der Priester bis zu seinem Tode 1922. Die Zahl der Beiträge, Berichte und Leitartikel, die er hier – meist unter der Bezeichnung „Der Pilgersmann“ – verfasste, geht in die Tausende; dabei schrieb er auch noch weiter Bücher, Gedichte und Theaterwerke. Im Ersten Weltkrieg veröffentlichte er drei populäre Bändchen mit Gedichten und heimatkundlichen Erzählungen unter dem Titel: „Pfälzer Wildobst“. Bedeutend sind seine Biografien über Domkapitular Franz Xaver Remling (1903) und über Bischof „Joseph Georg von Ehrler“ (1912). Ein unübertroffenes Werk, das ständig neu aufgelegt wird und zum touristischen Standardrepertoire der Speyerer Buchhandlungen gehört, ist „Die Öffnung der Kaisergräber im Dom zu Speyer“ (1906 Erstauflage). Auch der von Baumann initiierte „Pilgerkalender“, das Jahrbuch der Diözese Speyer, erscheint bis heute und erfreut sich als kirchen- und heimatgeschichtliche Fundgrube ungebrochener Beliebtheit. Viele von Baumanns Büchern – besonders die kirchengeschichtlichen Werke – erschienen auch unter seinem richtigen Namen und nicht unter den Pseudonymen.
In seinen letzten Lebensjahren ging es Jakob Baumann gesundheitlich schlecht, er wirkte jedoch weiter als „Pilgersmann“ und Redakteur der Bistumszeitung. Am 11. Januar 1922 verstarb der Domvikar und Bischöfliche Geistliche Rat an einem Herzschlag. Er wurde am 14. Januar von Bischof Ludwig Sebastian persönlich in Hördt beerdigt.

## Schriften (Auswahl)
- Die Erteilung der heiligen Weihen in der katholischen Kirche, 1897.
- Franz Xaver Remling, 1903.
- Geschichtliche Nachrichten über die katholische Pfarrgemeinde Hördt, 1904.
- Die Öffnung der Kaisergräber im Dom zu Speyer, 1906.
- Geschichte der Bischöfe von Speyer, zahlreiche Fortsetzungsartikel im Pilger, Jahrgang 1906.
- Zur Geschichte von Hördt, 1909.
- Joseph Georg von Ehrler, Bischof von Speyer, 1912
- Pfälzer Wildobst, 3 Bände, 1916–1917.
- Geschichte der St. Aegidienkirche und des Kapuzinerkonventes in der freien Reichsstadt Speyer, 1918.